# 에르네스토 갈란
에르네스토 갈란(Ernesto Galan Inigo, 1986년 6월 17일~ )은 스페인의 축구 선수이다. 현재 AD 비야비시오사 데 오돈에서 수비수로 뛰고있다.